# Memorias de un loco (Flaubert)
Memorias de un loco (Mémoires d'un fou) es una novela escrita en 1838 por el autor realista francés Gustave Flaubert cuando tenía 17 años. 
Es una obra autobiográfica, pues Flaubert, como el protagonista de esta obra, fue un adolescente ardiente y febril que arremetió contra casi todo, actitud propia de un rebelde. 
Memorias de un loco cambió varias veces de manos antes de ser publicada por entregas en La Revue Blanche desde diciembre de 1900 hasta febrero de 1901.

## Argumento
En este texto el narrador está en primera persona y detalla la vida cotidiana y la transición de desapego de la realidad, para sumergirse en un ambiente imaginario y fabricado. El autor describe los conflictos profundos con los cuales lucha el protagonista, harto de su realidad, y con ese revuelo interno y casi metafísico que plantea preguntas con respecto a las jerarquías sociales. El héroe de este cuento es un hombre que pierde su identidad, con deseos de conseguir las cosas buenas de la vida: mujeres bellas, dinero, lujo, para convertirse en algún funcionario, millonario... utilizando su fluida imaginación para, como una especie de esquizofrenia, recrear su mundo. El tema de la mujer lo trata con tinte de perdición. No es solo un relato inocente, sino más bien toda una reclama: una vista a la injusta categorización de la especie humana, de la cual muy pocos disfrutan, y los demás serán piezas manejables y sometidas a los caprichos burgueses.